# 강보라 (성우)
강보라(1985년 6월 9일 ~)는 대한민국의 성우이다. 2008년 KBS 33기로 입사했으며 한국방송 성우극회 소속.

## 출연작품

### 영화/외화
- 토치우드: 기적의 날(KBS) - 사라(캔디스 브라운)
- 닥터후 시즌 5(KBS) - 소녀
- 유령작가 (KBS) - 앵커(안나 보팅) 외
- 퍼블릭 에너미 (KBS) - 애나 세이지(브란카 카티치) 외
- 셜록 시즌 4(KBS) - 찰리의 엄마(아만다 루트) / 영국 대사(가브리엘 글레이스터)

### 내레이션
- KBS 시사기획 10 ‘천안함 1년, 봄은 오는가’
- KBS 희망릴레이 우리는 한 가족, 사랑 싣고 세계로
- KBS 바른말고운말
- EBS 다큐프라임 ‘길 위의 천사’ , ‘아시아 대평원’
- EBS 60분 부모
- EBS 가족건강PJT
- EBS 하나뿐인지구
- MBC 스페셜‘왜 서울여상인가’
- MBC 휴먼스토리 덤벼라 인생
- KBSN 뷰티의 여왕
- MBCevery1 메거진 퀸
- TBS 교통 캠페인
- KTV 인문학 열전
- KFN 공감! 정훈콘서트
- KFN 선택 길라잡이 군
- KBS 광복 70년 특집다큐 '끌려간 소녀들 버마 전선에서 사라지다'
- MBC 나누면 행복

### 라디오 드라마
라디오 드라마 설야(雪野) (국악방송)
- 2015.11.16~2015.12.25 (내레이션 / 끗동 / 서씨부인)